# Acanthochitonina
Acanthochitonina es un grupo de quitones (moluscos) que poseen huevos con forma de taza o de cono. Los ctenidios (branquias) son abanales, a diferencia del grupo Chitonina en que son adanales. Se dice que son abanales debido a que los ctenidios tienen un tamaño que va incrementándose progresivamente desde la parte anterior hacia la parte posterior, pero dejando un espacio libre con el extremo posterior que es donde se ubica el ano.

## Galería

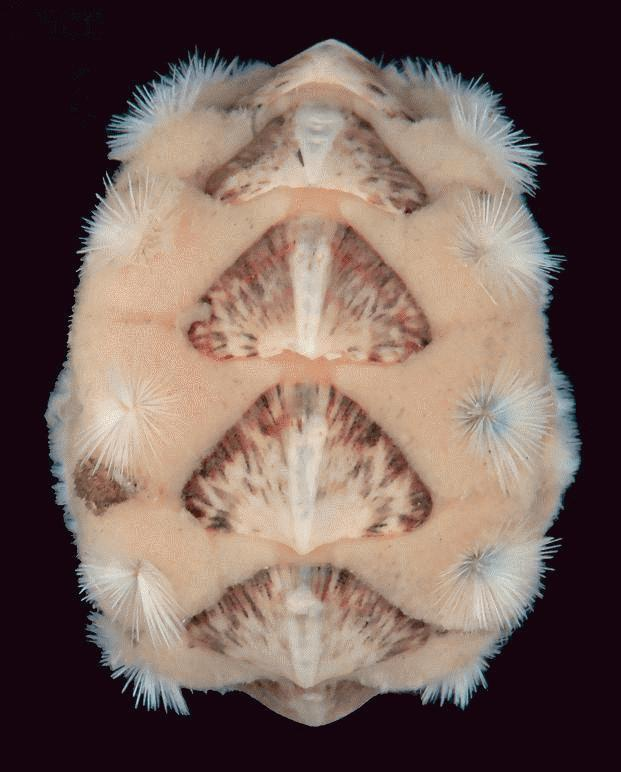
Acanthochitona
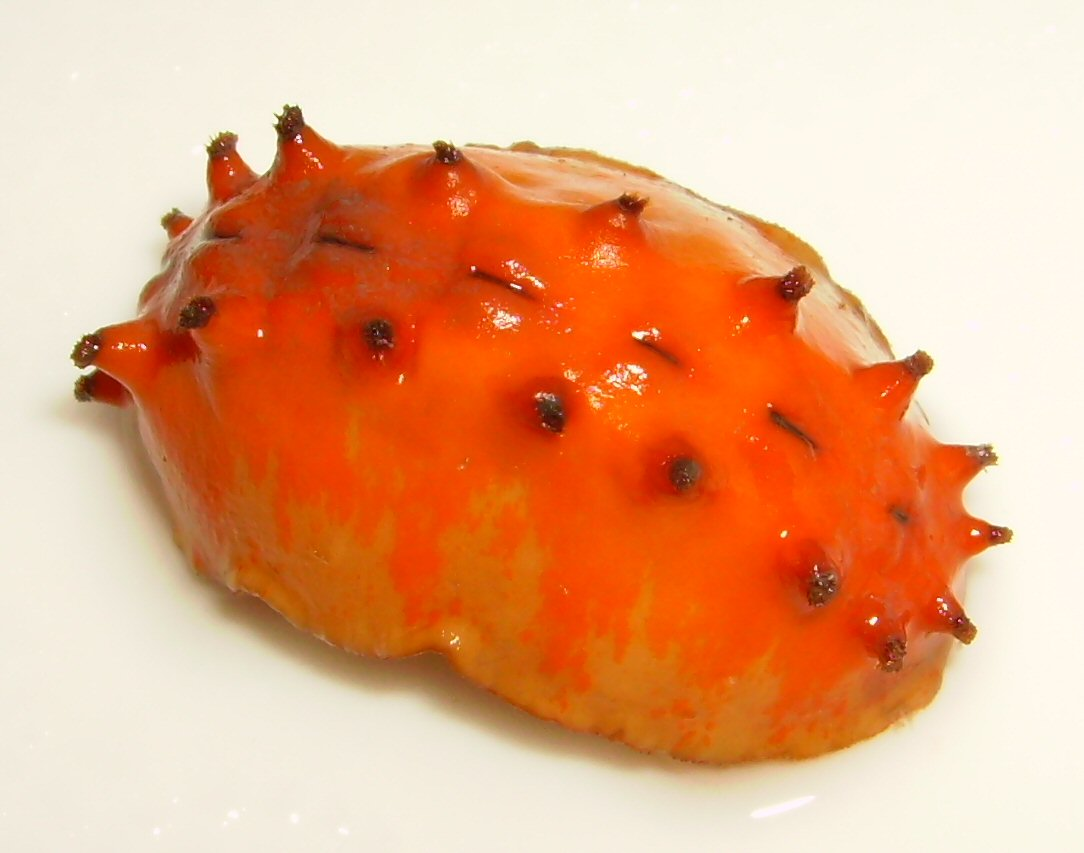
Cryptoconchus (Acanthochitonidae)
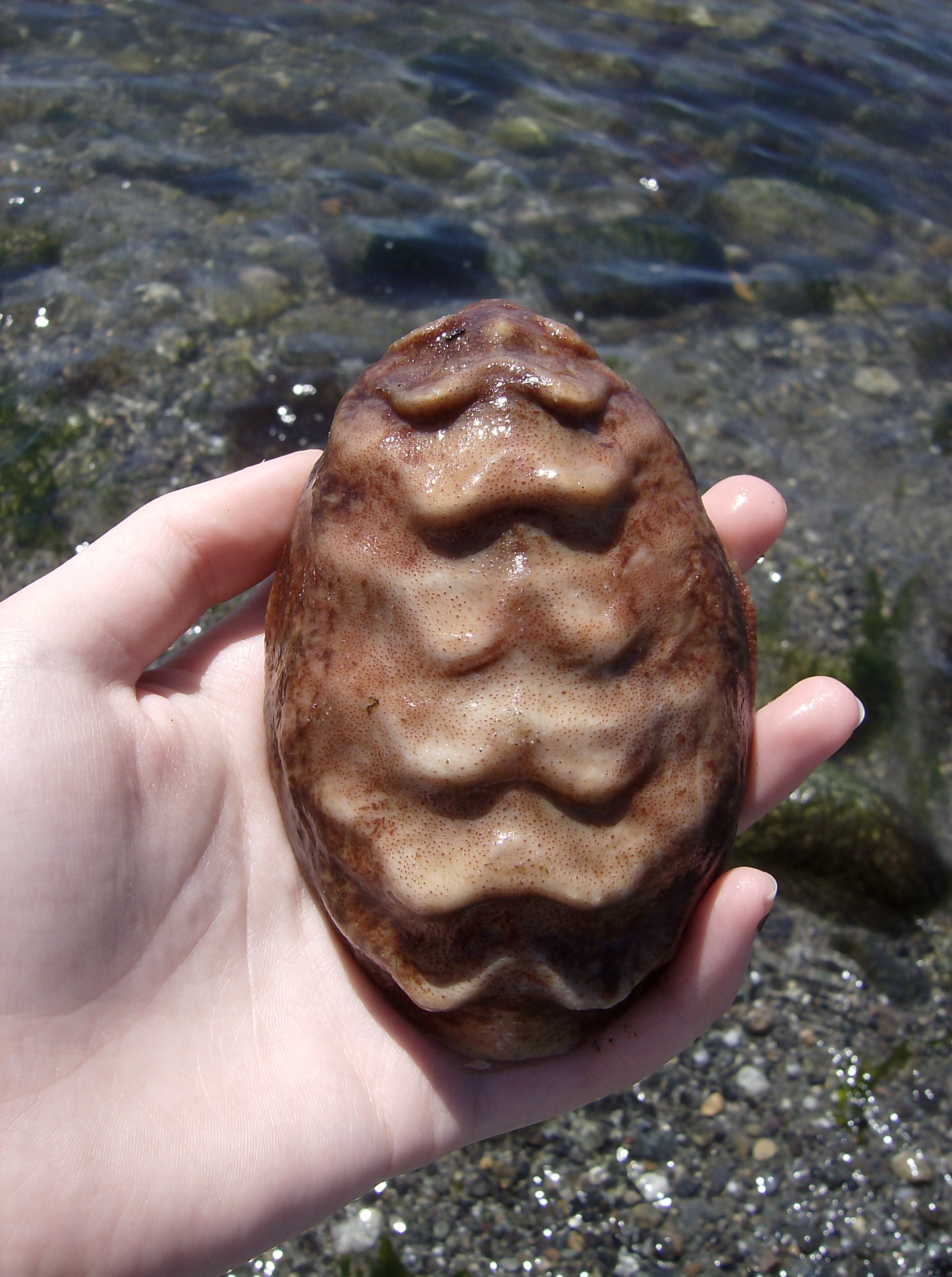
Cryptochiton (Mopaliidae)
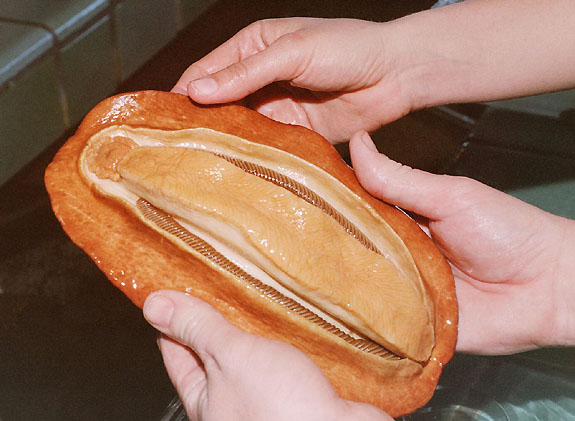
Cryptochiton (parte ventral)
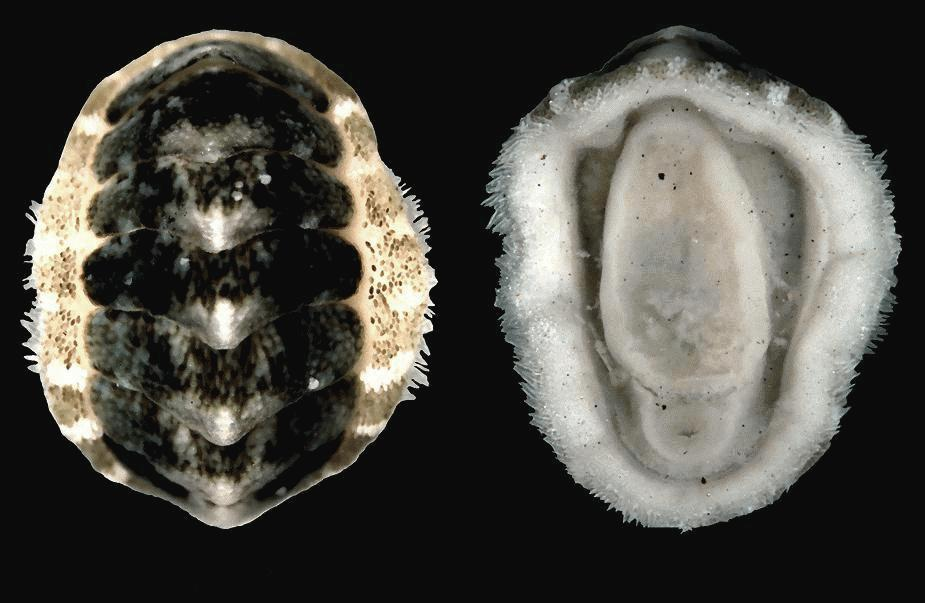
Lepidochitona
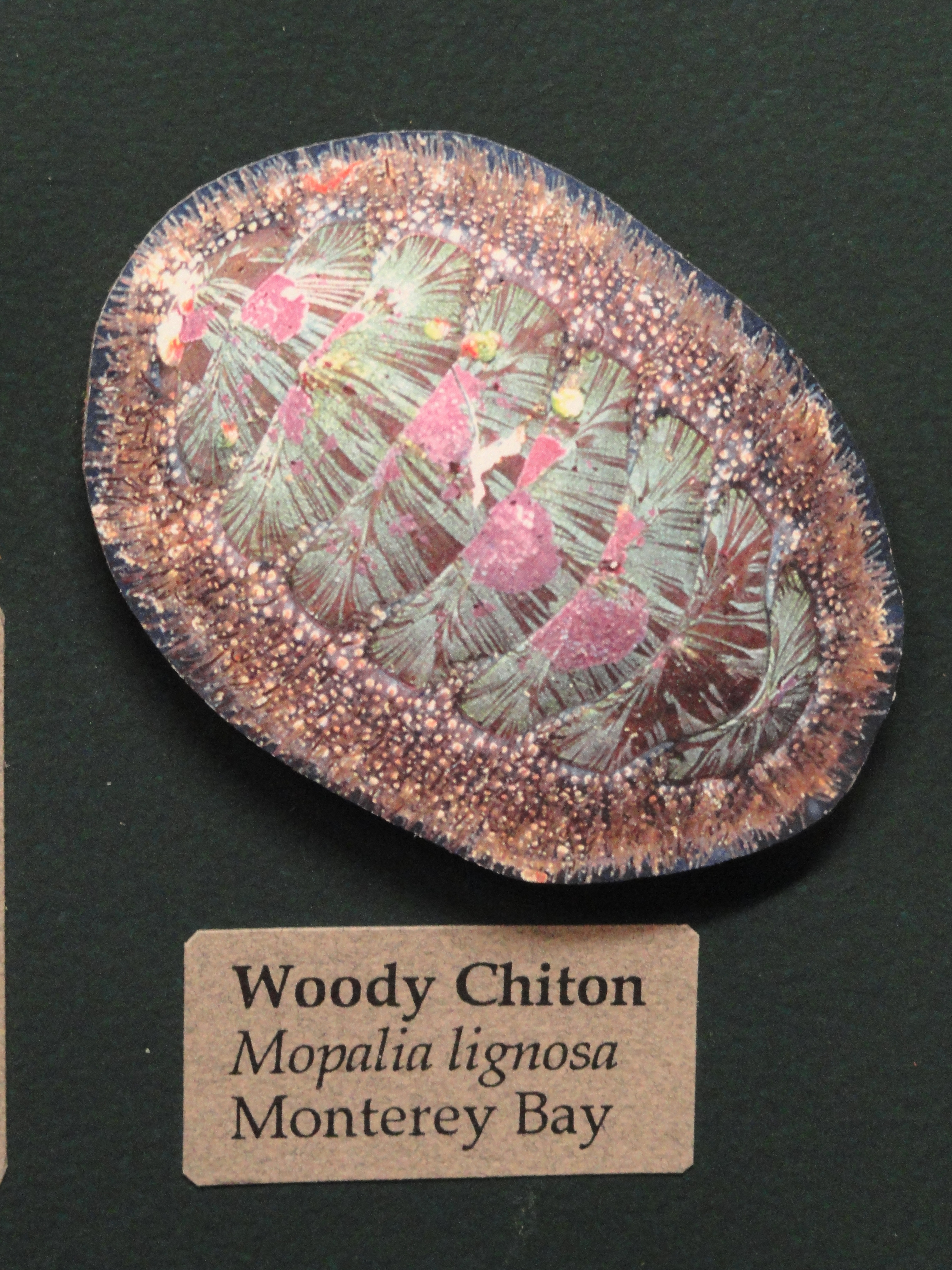
Mopalia